# Cremsa
Cremsa fue una marca española de motocicletas, fabricadas por la empresa Construcciones Radio-Electro Mecánicas S.A. en Barcelona entre 1958 y 1964.

## Historia

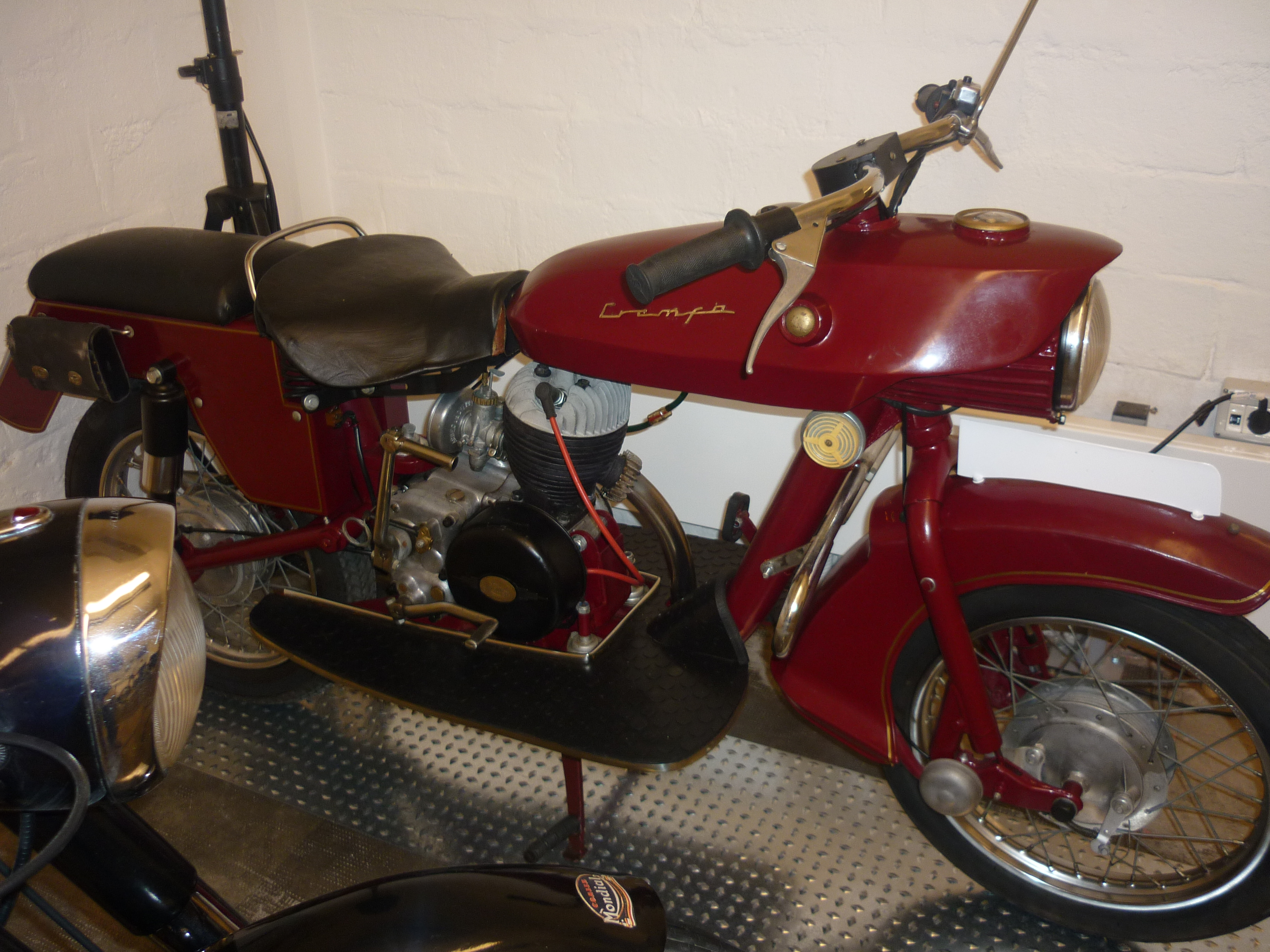
Cremsa Rally 200cc de 1960

La empresa, situada en la calle Cristóbal de Moura, número 14-20 de Barcelona, inicialmente se dedicaba al estampado de piezas metálicas para la industria del automóvil, así como para los ramos eléctricos y textil. En 1952 tenía una plantilla de 15 personas, aumentando a 25 en 1959.
A partir de 1956 inició la fabricación de triciclos de reparto, bautizando como “Pato” a su primer modelo, debido a que su frontal y guardabarros recordaban a este animal. Este modelo sería uno de los primeros triciclos con caja detrás del conductor.
Su primera motocicleta producida fue el modelo “Rallye” que se lanzó en el año 1960. Este modelo poseía una línea avanzada y futurista y era ofrecido con dos motorizaciones: 197 cc, con motor Hispano Villiers y 250 cc, bicilíndrico.
En 1965, coincidiendo con el lanzamiento de los motores Hispano Villiers para ciclomotor, lanzaron al mercado dos nuevos modelos: Turismo y Sport, equipados con el mismo motor de 50 cc y una potencia de 2 cv a 5.500 rpm, cambio de dos y tres velocidades con mando en el pie y puño. Alcanzaban una velocidad máxima de 50 km/h y un consumo de 1,5 l cada 100 km.